# 南条信光
南条信光（なんじょう のぶみつ、? - 元和5年（1619年）4月）は安土桃山時代の武将。父は南条信正、幼名・元（源）四郎、通称・與兵衛。

## 経歴
伯耆国の有力国人・南条氏の重臣・南条信正の子として生まれる。天正4年（1576年）8月、毛利氏に人質として差し出され、同じく南条家家臣の中村氏の子息と共に安芸国新庄の地に滞在した。天正7年（1579年）の南条氏離反後、吉川元春によって殺害されかけたが、南条方に捕らえられていた山田重直の妻子との間で人質交換が成立、帰郷することが許された。天正8年（1580年）、同年12月に死去した叔父の南条宗信から「與兵衛」の名を受け継ぎ、毛利氏との合戦中は、千代姫と幼い南条元忠を護り通し、天正12年（1584年）、その恩賞として河村郡竹田谷一帯が与えられた。同郡恩地村に居館を構えた信光は「竹田殿」と呼ばれたことが伝えられている。慶長5年（1600年）、関ヶ原の戦いで西軍に属した南条氏は改易され、信光も所領を没収されたが、信光の一党は姓を「伊之上」（いのがみ）と改め、恩地村に土着帰農した。元和5年（1619年）4月没。戒名は決心宗玄大居士。